# Hvasser (localitate)
Hvasser este o localitate din comuna Tjøme, provincia Vestfold, Norvegia, cu o suprafață de 0,6 km² și o populație de 491 locuitori (2013).